# Darfield (Nieuw-Zeeland)
Darfield is een plaats in de regio Canterbury op het Zuidereiland van Nieuw-Zeeland. Darrfield is op 45 kilometer rijden van Christchurch aan Highway 73 (de Great Alpine Highway) en ligt aan de Midland Line, een spoorwegverbinding.
Darfield is de belangrijkste plaats tussen Christchurch en de West Coast.